# Роотс Гаррі Освальдович
Гаррі Освальдович Роотс (26 червня 1950, місто Таллінн, тепер Естонія — 29 січня 2010, місто Таллінн, Естонія) — естонський діяч, учений, 2-й секретар ЦК КП Естонії. Член Бюро ЦК КП Естонії в 1990—1991 роках. Депутат Верховної ради Естонської Республіки. Кандидат історичних наук (1977), професор.

## Життєпис
Народився в родині робітників. У 1968 році закінчив Другу середню школу міста Таллінна.
У 1968—1973 роках — студент історичного факультету Тартуського державного університету.
У 1973—1974 роках — учитель Другої середньої школи міста Таллінна.
У 1975—1977 роках — аспірант Інституту історії Академії наук Естонської РСР.
Член КПРС з 1976 по 1990.
У 1978—1986 роках — старший науковий співробітник, завідувач сектору розвиненого соціалізму Інституту історії партії при ЦК КП Естонії.
У 1986—1987 роках — доцент Інституту підвищення кваліфікації керівників економіки Естонської РСР.
У 1987—1988 роках — провідний науковий співробітник Інституту історії Академії наук Естонської РСР.
У 1988 — березні 1990 року — завідувач відділу Талліннського міського комітету КП Естонії.
25 березня 1990 — січень 1991 року — секретар ЦК КП Естонії.
Член Комуністичної партії Естонії (Демократичної партії праці Естонії) з 1990 року.
26 січня 1991 — 1992 року — 2-й секретар ЦК КП Естонії (з 1991 року Демократичної партії праці Естонії).
У 1992—1994 роках — заступник директора Навчального центру Державної канцелярії Естонської Республіки.
У 1994—1995 роках — виконавчий директор Естоно-Балтійської економічної академії. У 1998—2001 роках — проректор Академії внутрішньої оборони Естонії. Член Асоціації «Теадус», член комітету з міжнародних відносин Європейського руху за ядерне роззброєння.
З 2001 року працював викладачем теорії організації та управління в Інституті психології Талліннського університету.
Лауреат літературної премії із дитячої літератури (1990). Автор 11 книг, у тому числі «Безперервність і оновлення естонської бюрократії» (2000), «Типи організаційної культури» (2002) і «Лекції з теорії організації» (2005).
Помер 29 cічня 2010 року в місті Таллінні. 